# Pčinja (Czarnogóra)
Pčinja (cyr. Пчиња) – wieś w Czarnogórze, w gminie Kolašin. W 2011 roku liczyła 55 mieszkańców.